# Hypocrea toro
Hypocrea toro är en svampart som beskrevs av Dingley 1952. Hypocrea toro ingår i släktet svampdynor och familjen Hypocreaceae.   Inga underarter finns listade i Catalogue of Life.